# TV Anhanguera Porangatu
TV Anhanguera Porangatu é uma emissora de televisão brasileira com sede em Porangatu, GO. Opera no canal 12 (34 UHF digital), e é afiliada à TV Globo. É uma das redes de transmissão regionais da TV Anhanguera em Goiás, que tem a central localizada em Goiânia.

## História
Foi inaugurada em 2004, sendo a sexta emissora de televisão da Grupo Jaime Câmara no interior de Goiás. Sua área de cobertura abrange os municípios do Norte Goiano e parte do Noroeste Goiano, que antes, era coberto pelo sinal da antiga TV Tocantins, de Anápolis (atual TV Anhanguera).
No dia 24 de outubro de 2012, a Rede Anhanguera lançou a nova logomarca, com traços semelhantes aos da TV Globo. Na ocasião, todas as emissoras da rede no interior de Goiás seguiram o exemplo das emissoras tocantinenses (Araguaína, Gurupi e Palmas) e da emissora da capital Goiânia, passando a adotar o nome TV Anhanguera.

## Jornalismo
O departamento de jornalismo da emissora produz apenas reportagens. É exibido o Jornal Anhanguera 1ª e 2ª edição da TV Anhanguera Anápolis. A responsável pelo departamento é a jornalista Ana Paula Moreira.

## Sinal
- Araguaçu (Tocantins) - 13 analógico
- Campinaçu - 9 analógico
- Campinorte
- Estrela do Norte
- Formoso
- Mara Rosa - 5 analógico
- Minaçu - 13 analógico
- Mutunópolis
- Niquelândia - 5 analógico
- Novo Planalto - 10 analógico
- Porangatu - 12 analógio / 34 digital
- Santa Tereza de Goiás - 9 analógico
- São Miguel do Araguaia - 8 analógico
- Uruaçu - 13 analógico / 33 digital

## Sinal digital
| Canal virtual | Canal digital | Resolução de tela | Programação                                              |
| ------------- | ------------- | ----------------- | -------------------------------------------------------- |
| 12.1          | 34 UHF        | 1080i             | Programação principal da TV Anhanguera Porangatu / Globo |

Transição para o sinal digital
Com base no decreto federal de transição das emissoras de TV brasileiras do sinal analógico para o digital, a TV Anhanguera Porangatu cessou suas transmissões pelo canal 12 VHF em 31 de julho de 2021.

## Ligações Externas
- «Sítio oficial»
- «G1 Goiás». (notícias)
- «GE Goiás». (esportes)
- Atlas de cobertura - TV Anhanguera Porangatu